# Eydelstedt
Eydelstedt község Németországban, Alsó-Szászországban, a Diepholzi járásban. Lakosainak száma 1833 fő (2023. december 31.).